# Roselin à dos rouge
Carpodacus rhodochlamys
Espèce
Statut de conservation UICN

 LC  : Préoccupation mineure
Le Roselin à dos rouge (Carpodacus rhodochlamys) est une espèce de passereau de la famille des Fringillidae.

## Répartition et habitat

### Répartition
Son aire de répartition s'étend de l'Afghanistan à l'est de la Mongolie ; il hiverne au Pakistan et en Uttarakhand. Il vit exclusivement dans les régions montagneuses.

### Habitat
Son habitat se présente comme un ensemble de boisements, de pins, bouleaux et épicéas, de buissons alpins, de fourrés de genévriers et d’églantiers, de broussailles épineuses, de cultures et de jardins. Il vit plutôt en altitude, pouvant atteindre les 4900 m d'altitude dans certaines régions. Il descend en hiver, occasionnellement jusqu'à 1200 m si les conditions l'obligent.

## Écologie et comportement

### Alimentation
Elle consiste essentiellement en baies d’argousier (Hippophae rhamnoides), d’épine-vinette (Berberis sp.) et en graines de pissenlit. Il peut également consommer des bourgeons et des graines d'autres plantes. Son bec puissant lui permet de venir à bout des dures graines sèches de genévrier et même de noyaux d’olive (Olea cuspidata).

### Nidification
Le nid est placé à faible hauteur, généralement en dessous de 2 m, dans un buisson fruitier. C’est une large coupe de brindilles et d’herbes sèches, tapissée intérieurement d’herbes très fines et de poils. Il contient quatre à six œufs bleu pâle uniformément tachetés de brun. Les deux parents se relaient pour couver les œufs.